# Culture de l'Afrique du Sud
La culture de l'Afrique du Sud, pays d'Afrique australe, désigne d'abord les pratiques culturelles observables de ses 58 775 022 d'habitants (en 2019).

## Langues et peuples

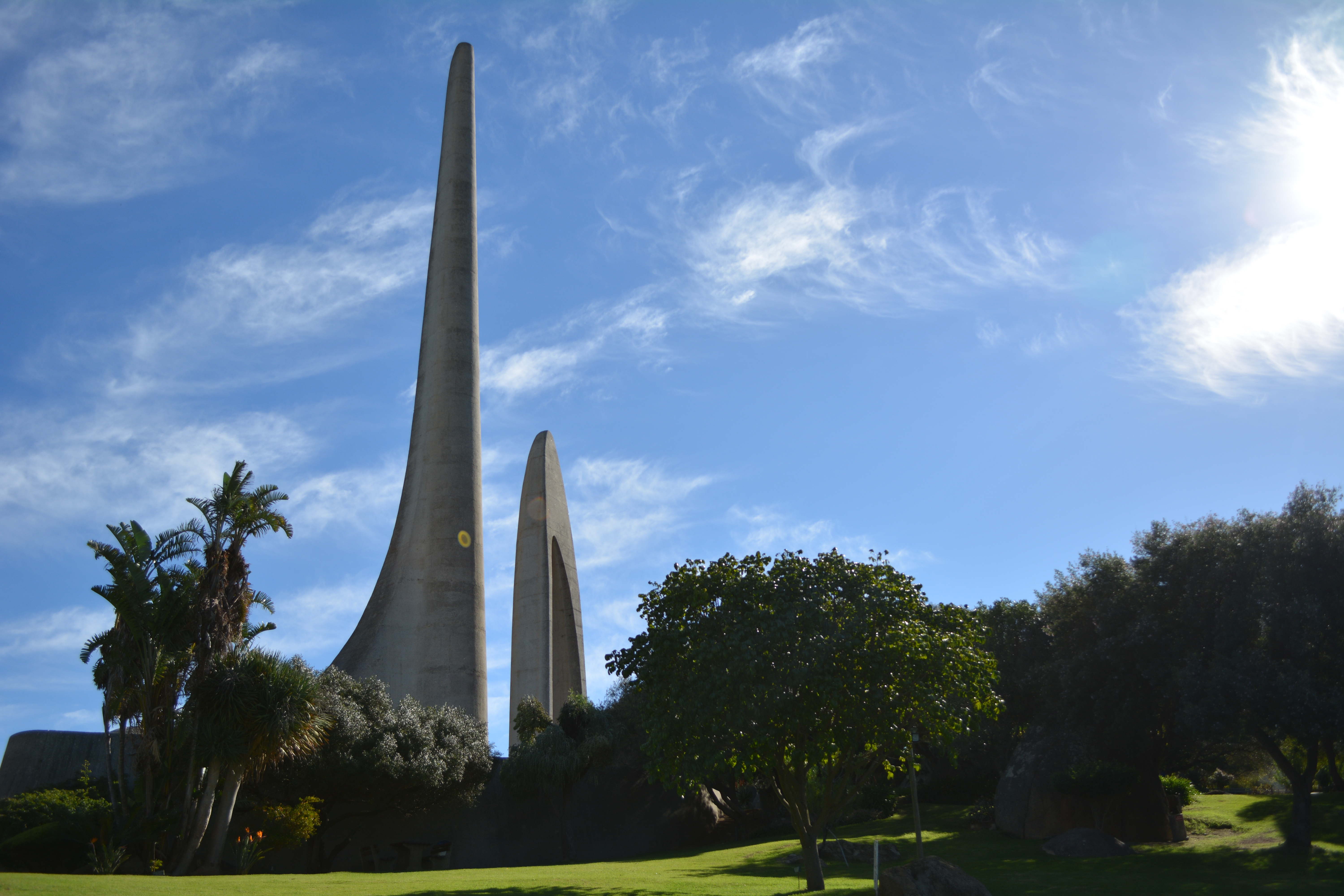
Monument de la langue Afrikaans à Paarl

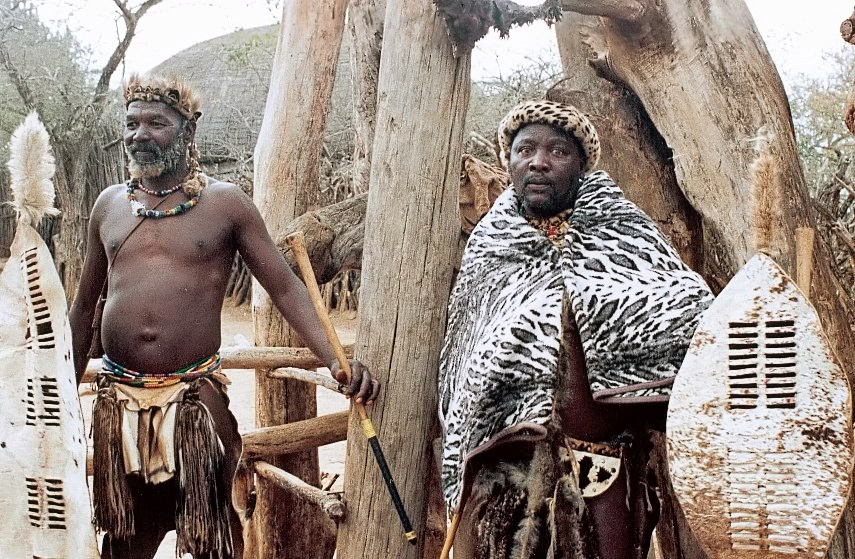
Zoulous du Natal (Shakaland)

### Langues
- Langues en Afrique du Sud
- Langues d'Afrique du Sud, dont ndébélé du Zimbabwe, fanagalo (en) (langue véhiculaire), nama, khoïsan, phuthi (en)...
- Langues importées, dont anglais, gujarati, arabe, ourdou, tamoul, télougou, flamand/hollandais, allemand, grec, portugais, yiddish, italien, français...

Selon la Constitution de l'Afrique du Sud de 1996 il existe onze langues officielles en Afrique du Sud : l'afrikaans, l'anglais, le ndébélé du Sud, le sotho du Nord, le sotho du Sud, le swati, le tsonga, le tswana, le venda, le xhosa et le zoulou.

### Peuples

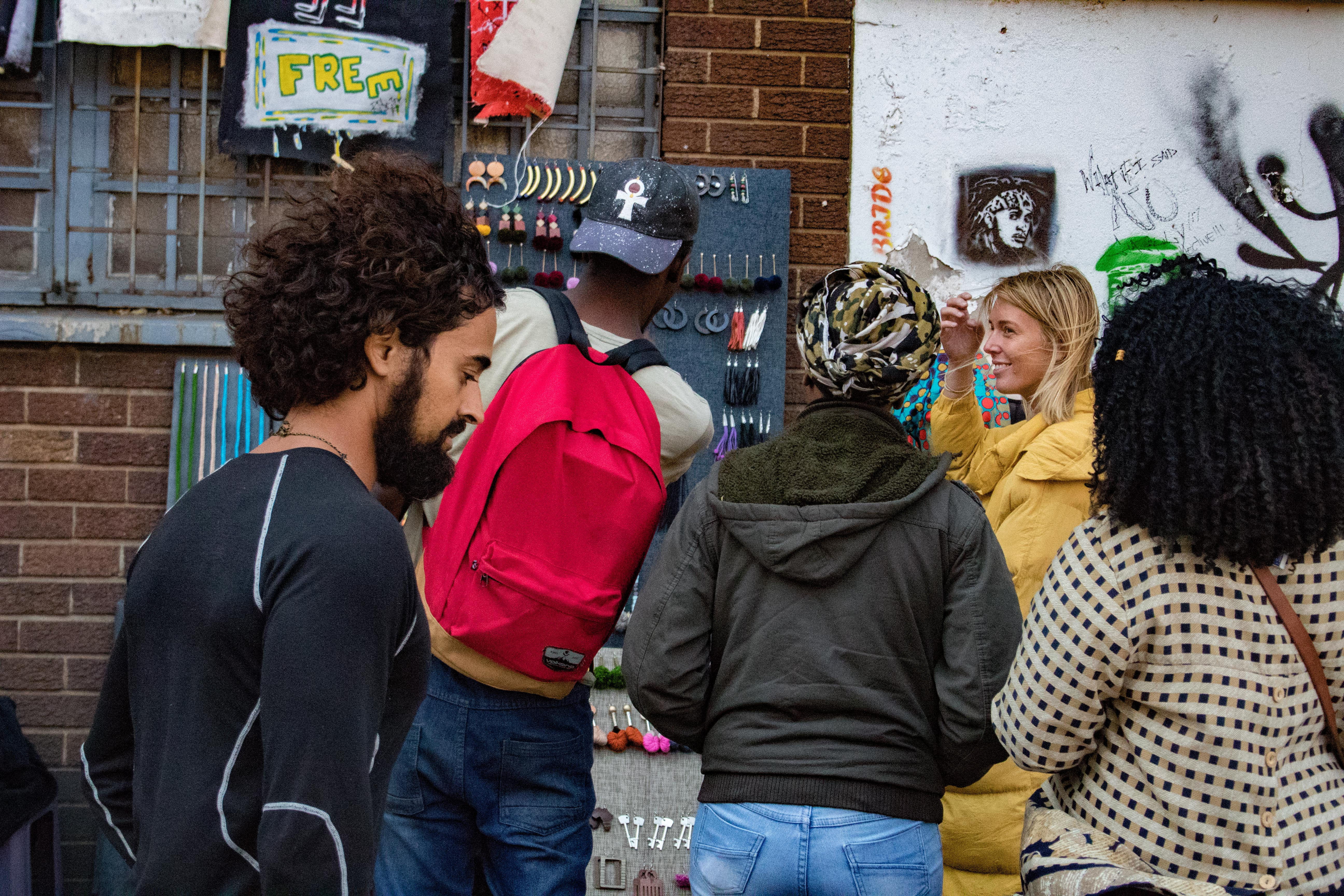
Une société multiculturelle.

- Groupes ethniques en Afrique du Sud : une trentaine, dont Blancs sud-africains, Indiens du Natal
- Démographie de l'Afrique du Sud

## Traditions
- François-Xavier Fauvelle

### Religion(s)
- Généralités

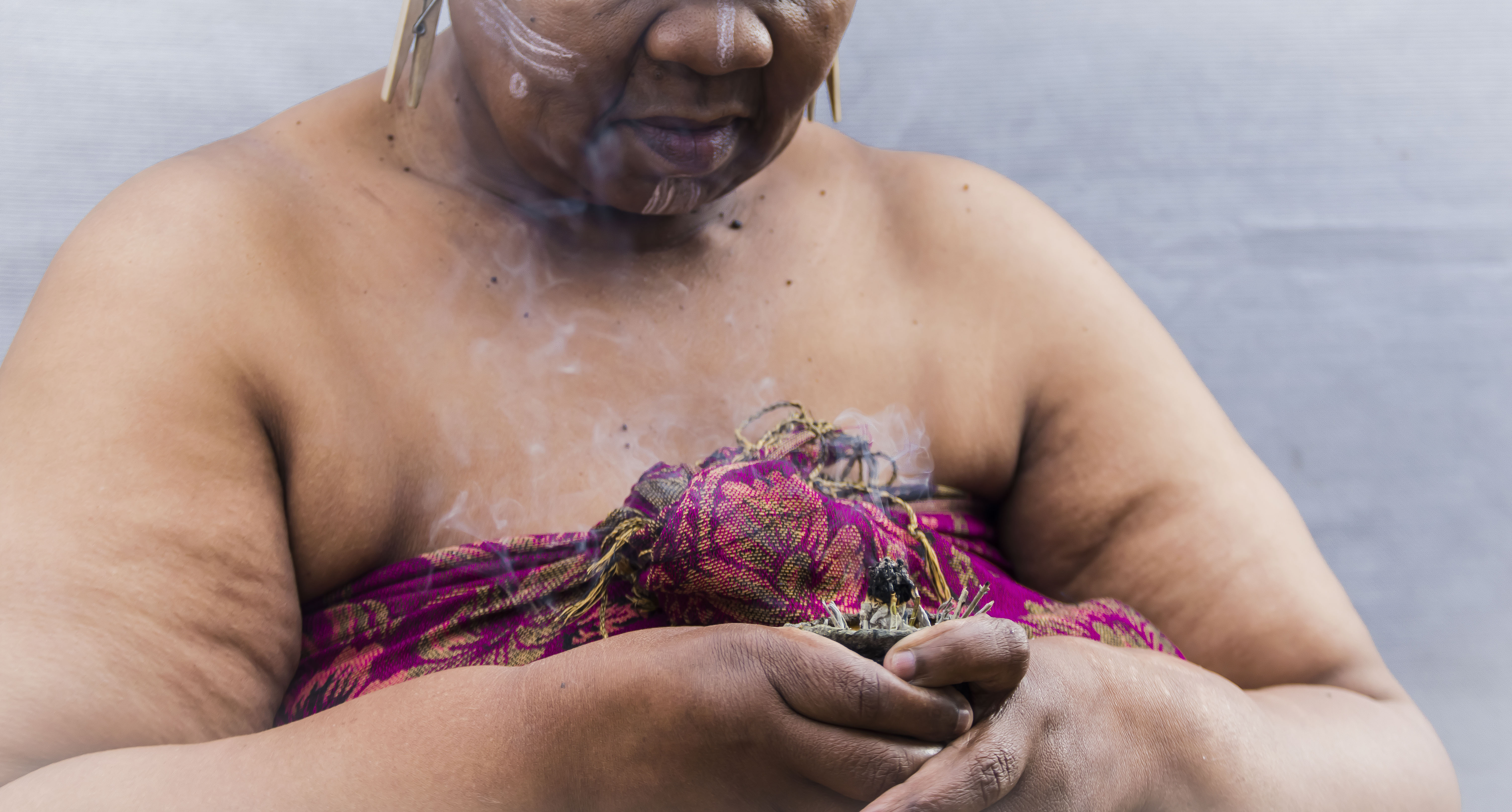
L'imphepho, une plante utilisée pour communiquer avec les ancêtres.

  - Religions traditionnelles africaines, Animisme, Fétichisme, Esprit tutélaire, Mythologies africaines
  - Religion en Afrique, Christianisme en Afrique, Islam en Afrique
  - Islam radical en Afrique noire
  - Anthropologie de la religion
- Religion en Afrique du Sud
  - Christianisme (80 %), dont Église chrétienne de Sion (13,9 %), Pentecôtisme (9,6 %), Méthodisme (9,2 %), Catholicisme (8,9 %), Église réformée néerlandaise...
  - Islam en Afrique du Sud (<2 %)
  - Hindouisme (>1 %), Jaïnisme

- - Religions traditionnelles africaines (<1 %), san, sulu...
  - Judaïsme (<1 %), Histoire des Juifs en Afrique du Sud
  - Irréligion (15 %), dont athéisme
  - Autres (2 %), bahaïsme, bouddhisme, néopaganisme...

### Symboles
- Armoiries de l'Afrique du Sud (2000)
- Drapeau de l'Afrique du Sud (1994)
- Jour de la Liberté (1995)

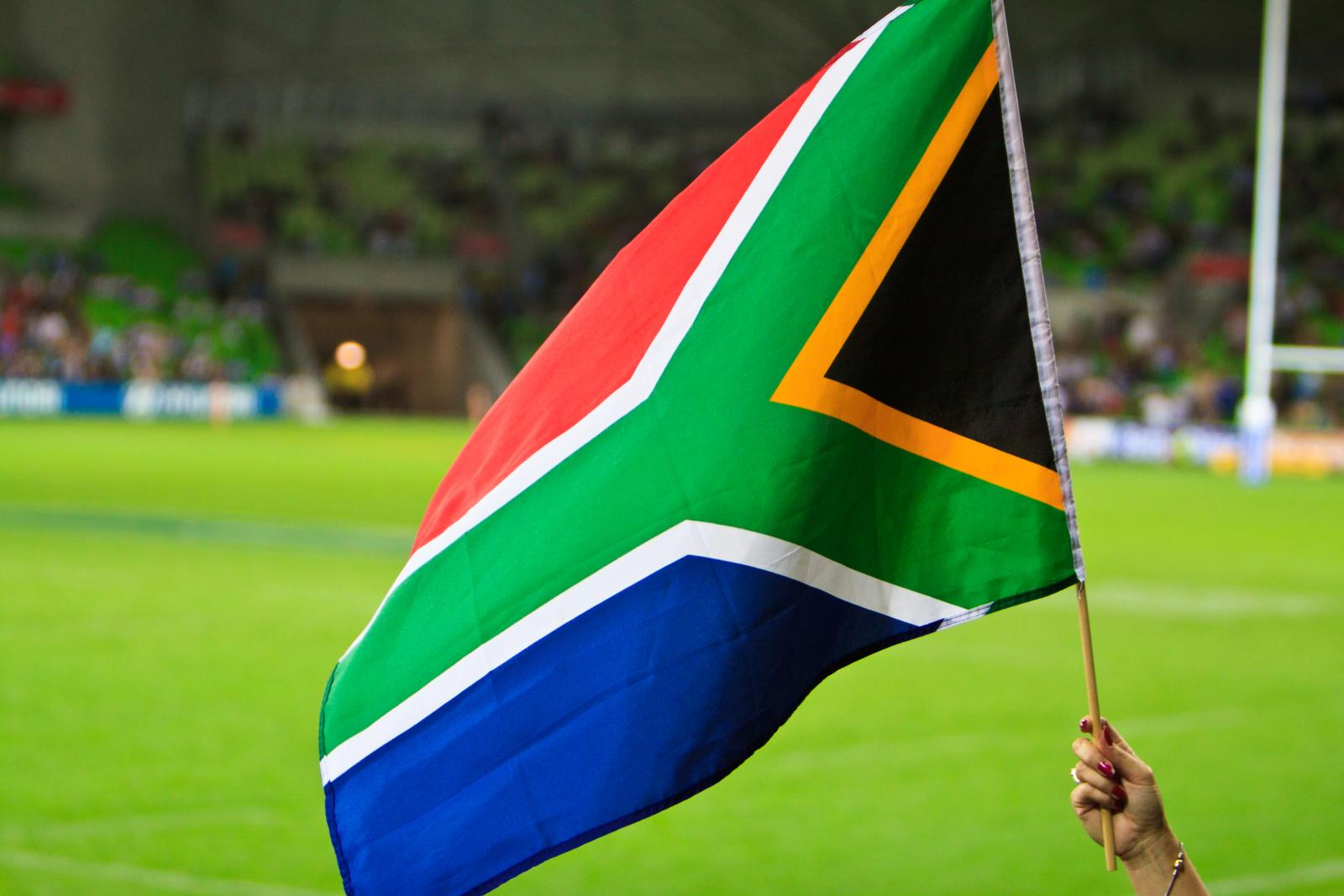
Drapeau de l'Afrique du Sud depuis 1994

- Hymne national sud-africain (1997)
- !ke e: ǀxarra ǁke (ǀXam) (Khoisan), « L'unité dans la diversité », devise nationale
- Van Der Merweu, Khabazela, figures allégoriques nationales
- Protea cynaroides, emblème végétal
- Podocarpus latifolius, arbre national
- Springbok, grue bleue, Galjoen (brême noire, blackfish), emblèmes animaux (terre/air/eau)
- Danses nationales, Gumboot, Indlamu (en), Volkspele (en)
- Chaka Zulu (1787-1828), héros national zoulou
- Nelson Mandela Madiba (1918-2013)

### Folklore et Mythologie
- Généralités : Catégorie:Mythologie par culture, Catégorie:Folklore par pays, Catégorie:Légende par pays
- Mythologie san, religion san (en)
- Mythologie zulu[2],[3]
- Mythes afrikaners[4]

### Croyances
- Tokoloshe

### Pratiques
L'umembeso est une cérémonie d'échange de cadeaux à l'occasion d'un mariage zoulou.

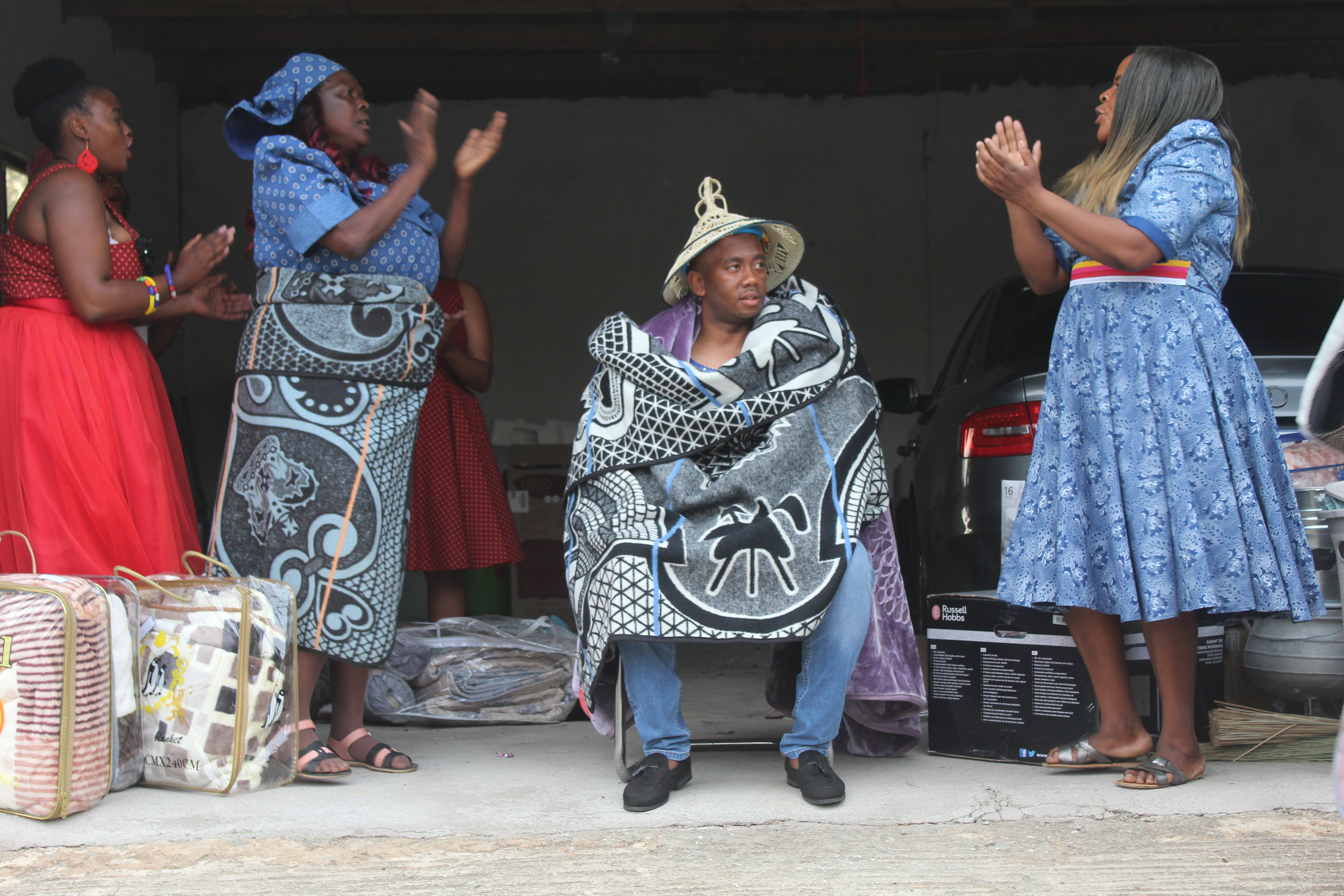
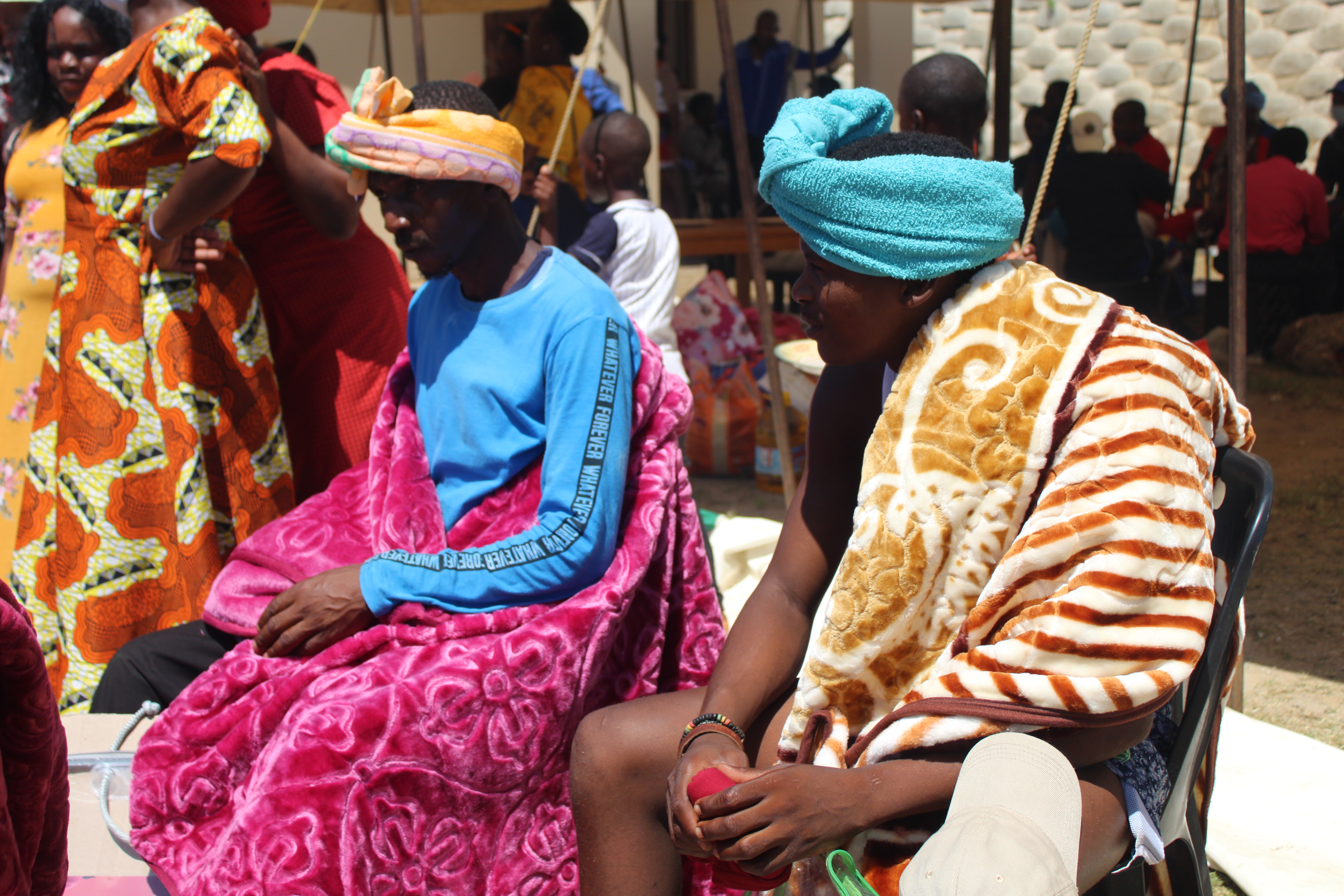

Les pratiques sociales, rituels et événements festifs relèvent (pour partie) du patrimoine culturel immatériel de l'humanité.
- Nation arc-en-ciel

### Fêtes
| Date         | Nom français                                   | Nom local                                                      |
| ------------ | ---------------------------------------------- | -------------------------------------------------------------- |
| 1er janvier  | Jour de l'An                                   | New Year's Day                                                 |
| 21 mars      | Fête des droits de l'homme                     | Human Rights Day                                               |
|              | vendredi Saint                                 | Good Friday                                                    |
|              | lundi de Pâques                                | Easter Monday                                                  |
| 27 avril     | Jour de la Liberté (fête nationale)            | Freedom Day/Vryheid dag                                        |
| 1er mai      | Fête du Travail                                | Labour Day                                                     |
| 16 juin      | Fête de la jeunesse                            | Youth Day                                                      |
| 9 août       | Fête nationale des femmes                      | National Women's Day                                           |
| 24 septembre | Fête du patrimoine                             | Heritage Day                                                   |
| 4 octobre    | Fête nationale                                 |                                                                |
| 16 décembre  | Fête de la réconciliation (ancien jour du vœu) | Reconciliation Day (Day of the Vow / Geloftedag / Dingaansdag) |
| 25 décembre  | Noël                                           | Christmas Day                                                  |
| 26 décembre  | (Fête de Bienveillance)                        | Day of Goodwill                                                |

## Famille
- Prostitution en Afrique du Sud (en)
- Violence sexuelle en Afrique du Sud
- Féminisme en Afrique du Sud
- Droits LGBT en Afrique du Sud

### Noms
- Nom personnel, Nom de famille, Prénom, Postnom, Changement de nom, Anthroponymie

### Mariage
- Violence domestique en Afrique du Sud
- Catégorie:LGBT en Afrique du Sud

### Criminalité
- Criminalité en Afrique du Sud, Classement des pays par taux d'homicide volontaire
- Droits de l'homme en Afrique du Sud

### Éducation
- Liste des pays par taux d'alphabétisation, Liste des pays par IDH
- Éducation en Afrique du Sud
- Universités sud-africaines
- List of universities in South Africa (en)
- Science et technologie en Afrique du Sud (en)
- Liste des inventions et découvertes en Afrique du Sud (en)

### État
- Histoire de l'Afrique du Sud
- Politique de l'Afrique du Sud

## Arts de la table

### Cuisines

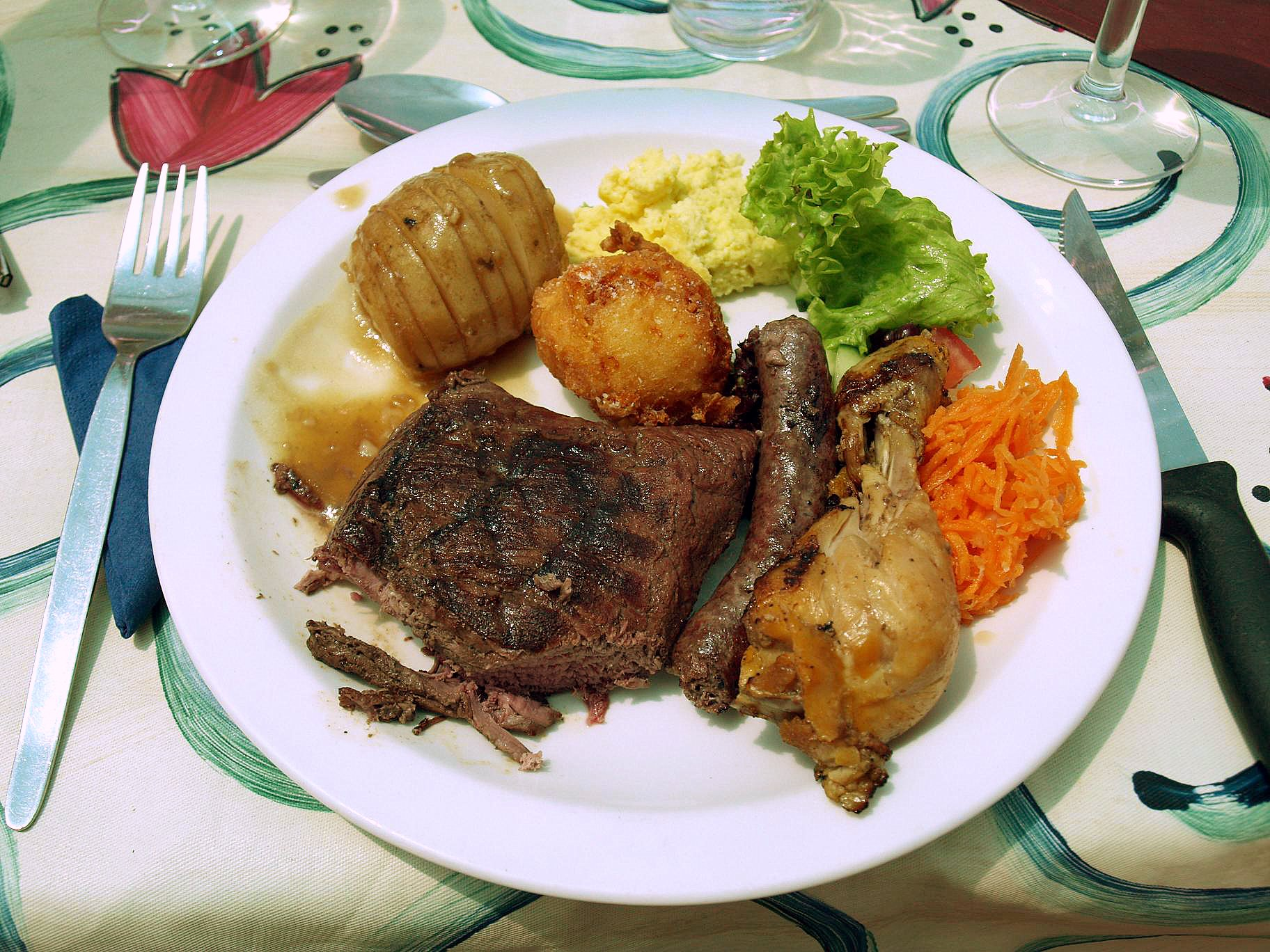
Spécialités sud-africaines

- Cuisine sud-africaine, Cuisine africaine
- Cuisines indigènes, khoïsan,
- Cuisines importées et adaptées, néerlandaise, anglaise, allemande, portugaise, française, indonésienne, malaise, indienne...
- Biltong, Chakalaka, Falooda, Koeksister, Pap, Pattes de poulet, Potjiekos, Samp, Sosatie, Bobotie, Braai

### Boissons
- Eaux
- Jus de fruits
- Infusions, thés, cafés...
- Boissons fermentées, bières indigènes artisanales (sorgho, maïs...), bières industrielles,
- Vins, Viticulture en Afrique du Sud
- Alcools, boissons distillées, liqueurs, amarula...
- Sodas
- Lait, lait fermenté

## Santé
- Santé en Afrique du Sud (en), dont sida, hépatite A, typhoïde
- Système de santé en Afrique du Sud (en)
- Sida en Afrique du Sud
- Malnutrition en Afrique du sud (en)
- Eau en Afrique du Sud
- Cannabis en Afrique du Sud (en), Dagga Party (en)
  - Leonotis leonurus, Leonotis ocymifolia (en)
- Whoonga (en)
- Fondation Nelson-Mandela

### Sports
- Sports en Afrique du Sud

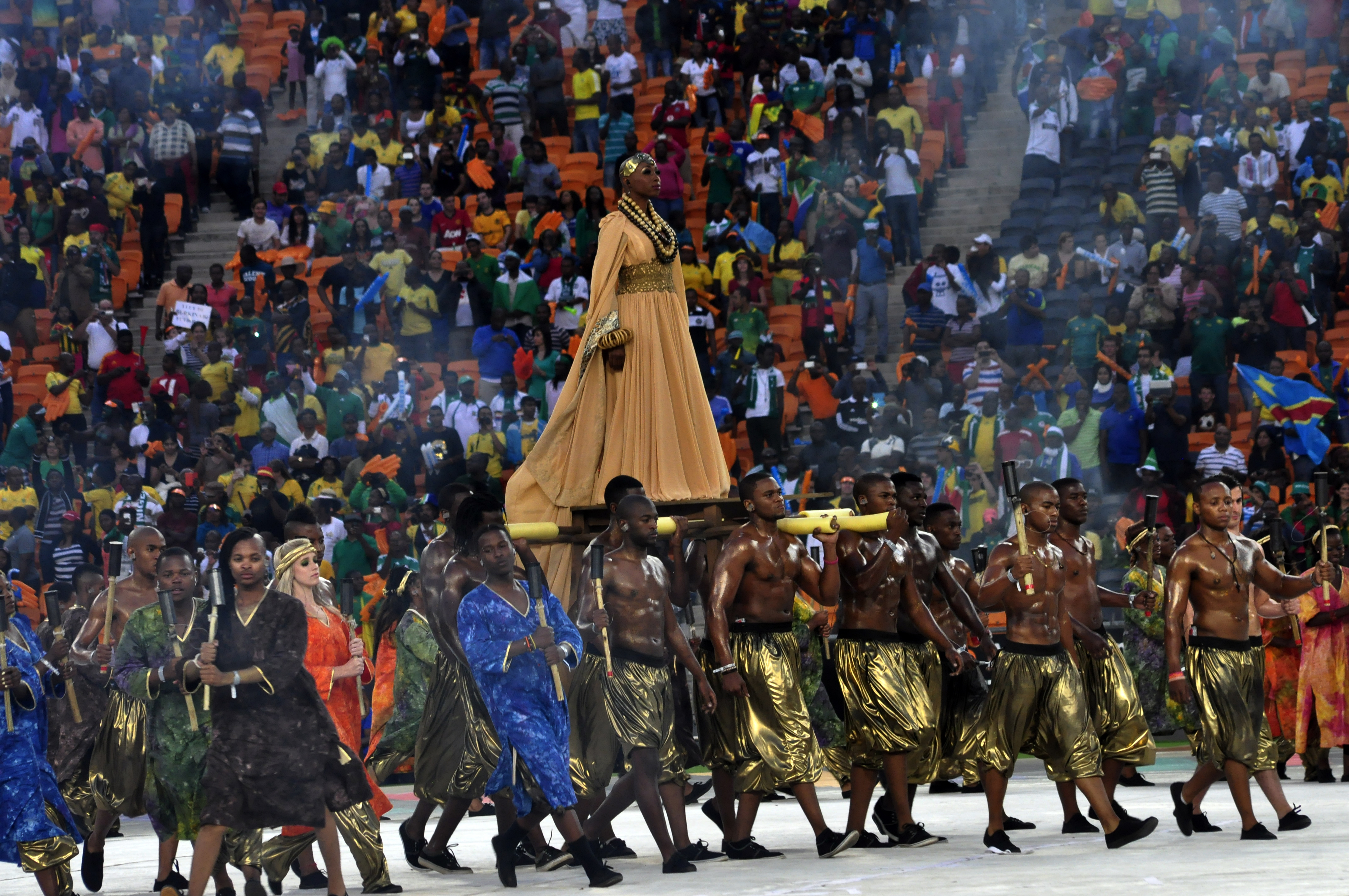
Artistes sud-africains lors de la cérémonie de clôture de la CAN 2013 au FNB Stadium de Johannesburg.

- Sportifs sud-africains, Sportives sud-africaines, Liste de sportifs sud-africains par sport (en)
- Afrique du Sud aux Jeux olympiques
- Afrique du Sud aux Jeux du Commonwealth
- Afrique du Sud aux Jeux paralympiques
- Jeux africains ou Jeux panafricains, depuis 1965, tous les 4 ans (...2011-2015-2019...)

### Arts martiaux
- Liste des luttes traditionnelles africaines par pays, Zulu Impi (Canne zoulou), Isinaphakade Samathongo, Lutte Nguni, Lutte Xhosa, Musangwe

## Médias

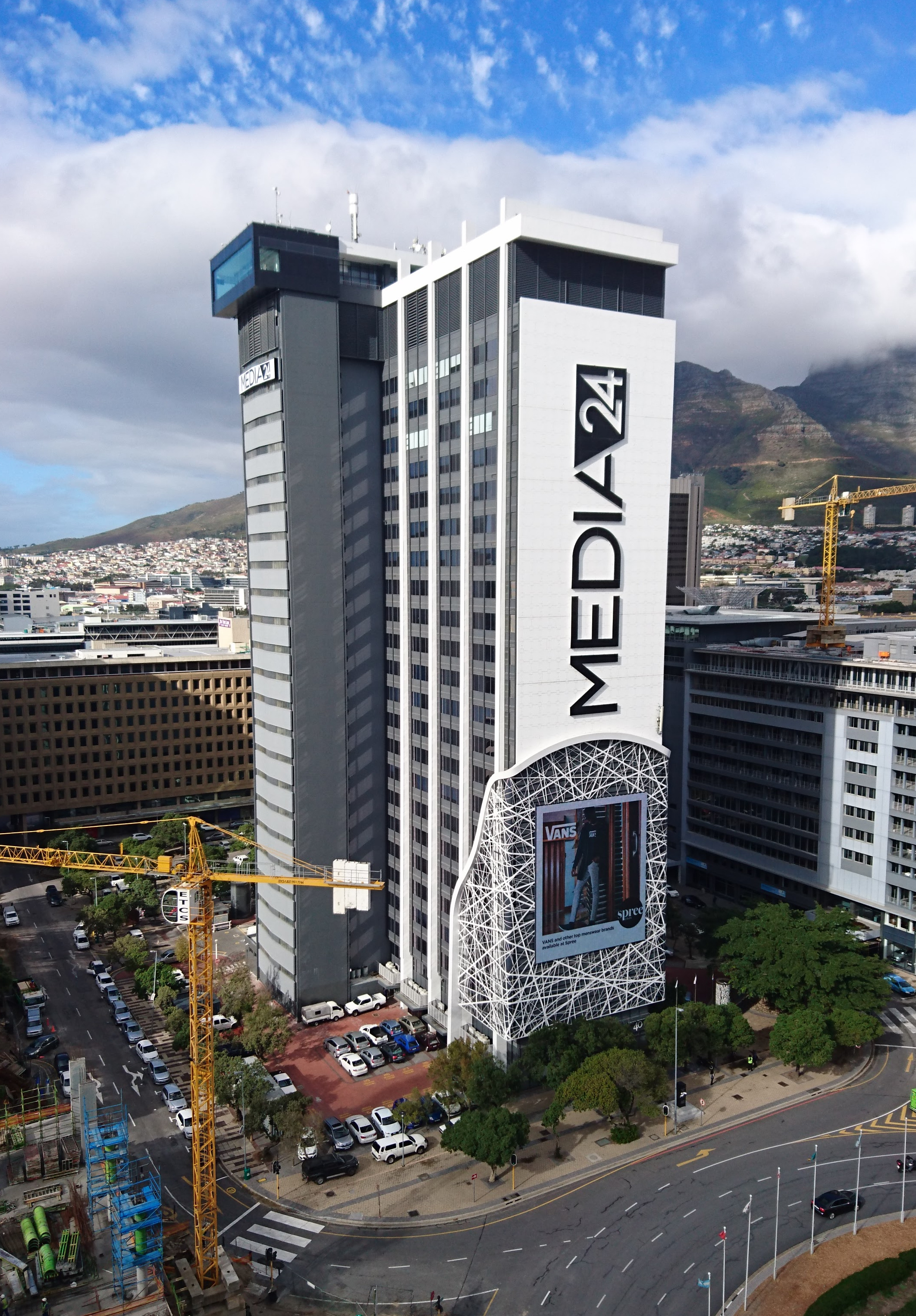
Siège de Naspers au Cap

- Journalistes sud-africains

### Presse écrite
- Liste de journaux en Afrique du Sud
- Presse écrite sud-africaine

### Radio
- Liste des stations de radio en Afrique du Sud

### Télévision
- Chaînes de télévision en Afrique du Sud

### Internet (.za)
- Internet en Afrique du Sud
- Censure internet en Afrique du Sud (en)

## Littérature
- Littérature sud-africaine, Écrivains sud-africains
- Littérature afrikaans, Écrivains de langue afrikaans
- Romanciers sud-africains, dont Nadine Gordimer, J. M. Coetzee, André Brink, Breyten Breytenbach...
- Poète sud-africains, Poésie sud-africaine (en), Liste de poètes sud-africains (en)
- Dramaturges sud-africains
- Liste de prix littéraires sud-africains (en)
- Poetry Africa (en), festival annuel à Durban

## Artisanats
- Arts appliqués, Arts décoratifs, Arts mineurs, Artisanat d'art, Artisan(s), Trésor humain vivant, Maître d'art
- Artisanats par pays, Artistes par pays

Les savoir-faire liés à l’artisanat traditionnel relèvent (pour partie) du patrimoine culturel immatériel de l'humanité.
Mais une grande partie des techniques artisanales ont régressé, ou disparu, dès le début de la colonisation, et plus encore avec la globalisation, sans qu'elles aient été suffisamment recensées et documentées.

### Arts graphiques
- Calligraphie, Enluminure, Gravure, Origami
- Liste de sites pétroglyphiques en Afrique, Art rupestre

### Textiles

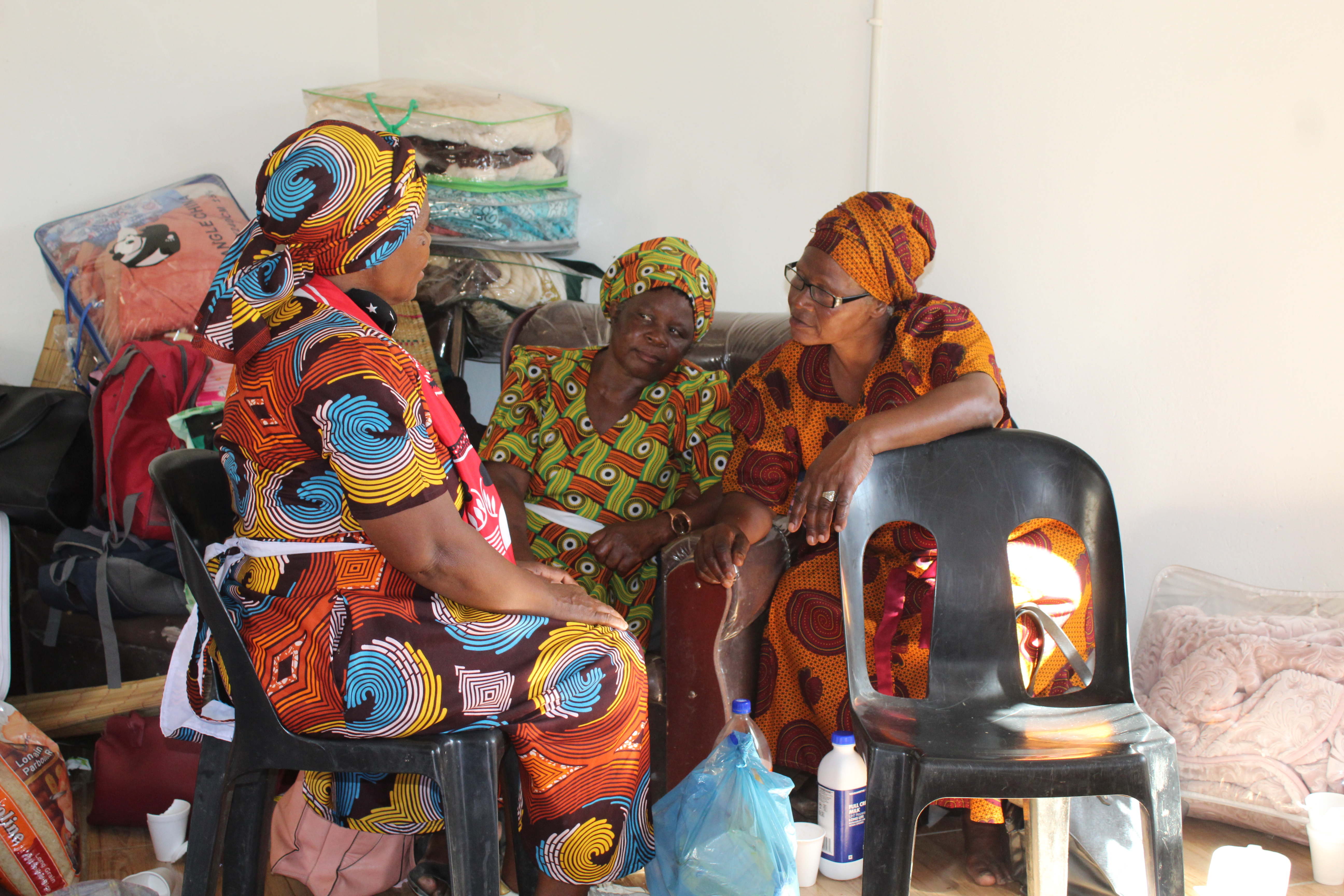
Tenues très colorées.

- Art textile, Arts textiles, Fibre, Fibre textile, Design textile
- Mode, Costume, Vêtement, Confection de vêtement, Stylisme
- Technique de transformation textile, Tissage, Broderie, Couture, Tricot, Dentelle, Tapisserie,
- Mode sud-africaine[6],[7]
- Sape et sapeurs[8],[9], proches de la tendance congolaise Société des ambianceurs et des personnes élégantes

### Cuir
- Maroquinerie, Cordonnerie, Fourrure

### Papier
- Papier, Imprimerie, Techniques papetières et graphiques, Enluminure, Graphisme, Arts graphiques, Design numérique

### Bois
- Travail du bois, Boiserie, Menuiserie, Ébénisterie, Marqueterie, Gravure sur bois, Sculpture sur bois, Ameublement, Lutherie
- Sculpture bois traditionnelle[10]

### Métal
- Métal, Sept métaux, Ferronnerie, Armurerie, Fonderie, Dinanderie, Dorure, Chalcographie

### Poterie, céramique, faïence
- Mosaïque, Poterie, Céramique, Terre cuite
- Céramique d'Afrique subsaharienne

### Verrerie d'art
- Arts du verre, Verre, Vitrail, Miroiterie

### Joaillerie, bijouterie, orfèvrerie
- Lapidaire, Bijouterie, Horlogerie, Joaillerie, Orfèvrerie,
- Perlage: dans la plupart des peuples d'Afrique du Sud, l'Art du perlage est une pratique sociale, qui s'inscrit depuis les origines des divers groupes ethniques. Elles constituaient une monnaie d'échange très prisée au XIXe siècle avec les européens. Aujourd'hui les perles ont perdu leur valeur d'échange mais conservent leurs valeurs traditionnels, les parures perlées sont confectionnées pour les moments cruciaux de la vie des hommes comme pour celles des femmes.

### Espace
- Architecture intérieure, Décoration, Éclairage, Scénographie, Marbrerie, Mosaïque
- Jardin, Paysagisme

## Arts visuels
- Arts visuels, Arts plastiques, Art brut, Art urbain
- Art africain traditionnel, Art contemporain africain
- Liste d'artistes sud-africains (en), Artistes par pays
- Artistes sud-africains, Artistes contemporains sud-africains
- Enseignement artistique en Afrique du Sud (en)
- South African Visual Arts[11]

## Marché de l'art
Ce pays constitue la plus importante place de marché pour l'art moderne et contemporain Africain. En termes de premier et de second marché. Des données et analyses sont fournies à travers les différents rapports Global Africa Art Market Report.

### Dessin
- Art rupestre en Afrique australe[12], dont le parc du Drakensberg
- Bande dessinée sud-africaine (rubriques)
- Dessinateurs sud-africains de bande dessinée

### Peinture
- Peinture, Peinture par pays
- Peintres sud-africains
- Aperçus sur la peinture sud-africaine[13]
- Art ndebele[14],[15]
- Esther Mahlangu (1935-), George Lilanga
- The IK Foundation Bushman Art Collection[16], Kuru Art Project[17], Kalk bay Modern[18], Thaalu Bernardo Rumao,

### Sculpture
- Sculpteurs sud-africains
- Mary Sibande
- Sculpture moderne makonde[19]

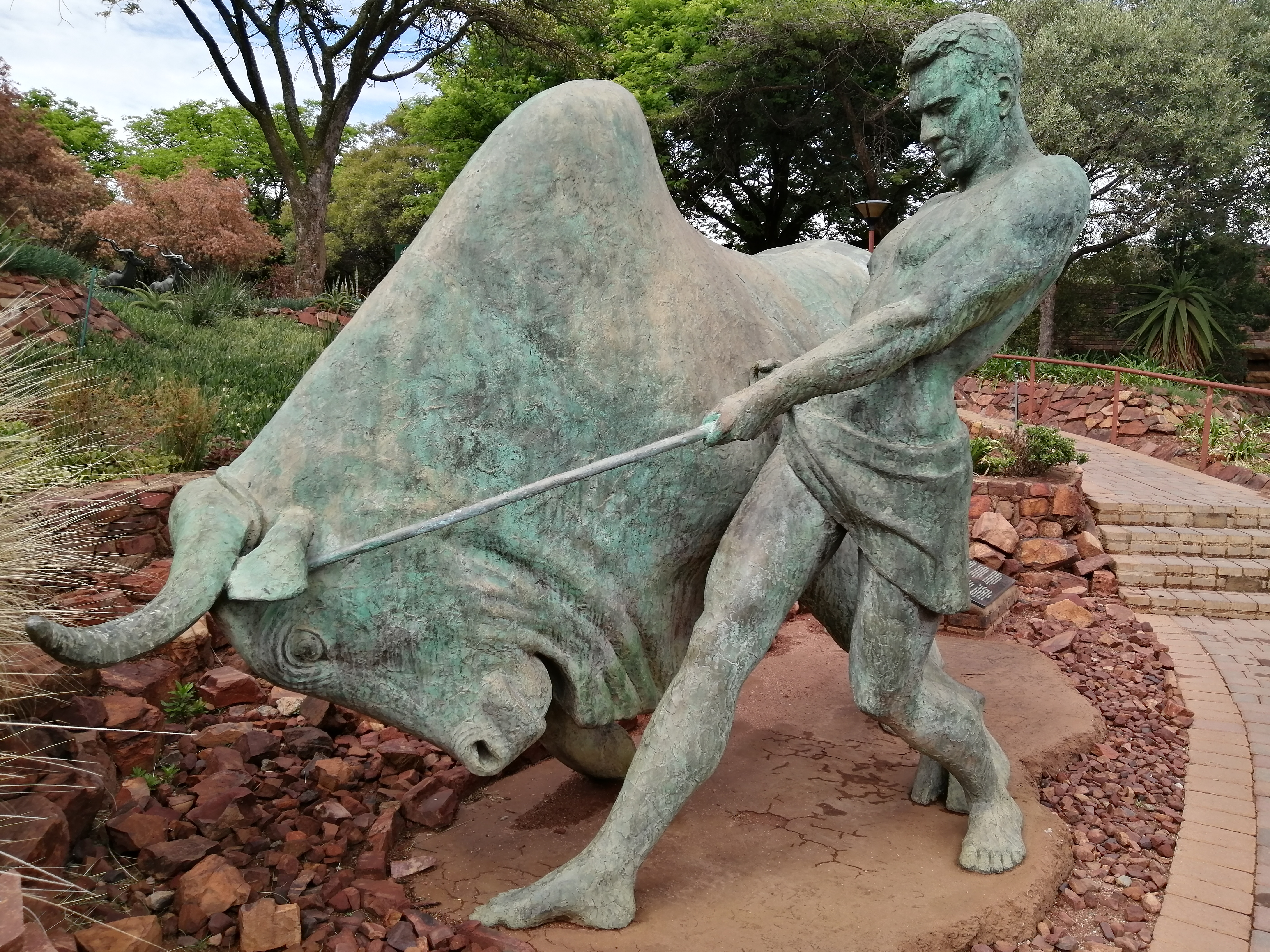
Statue de la liberté apprivoisée par Hennie Potgieter

- Wildebeest Kuil Rock Art Centre (en)

### Architecture

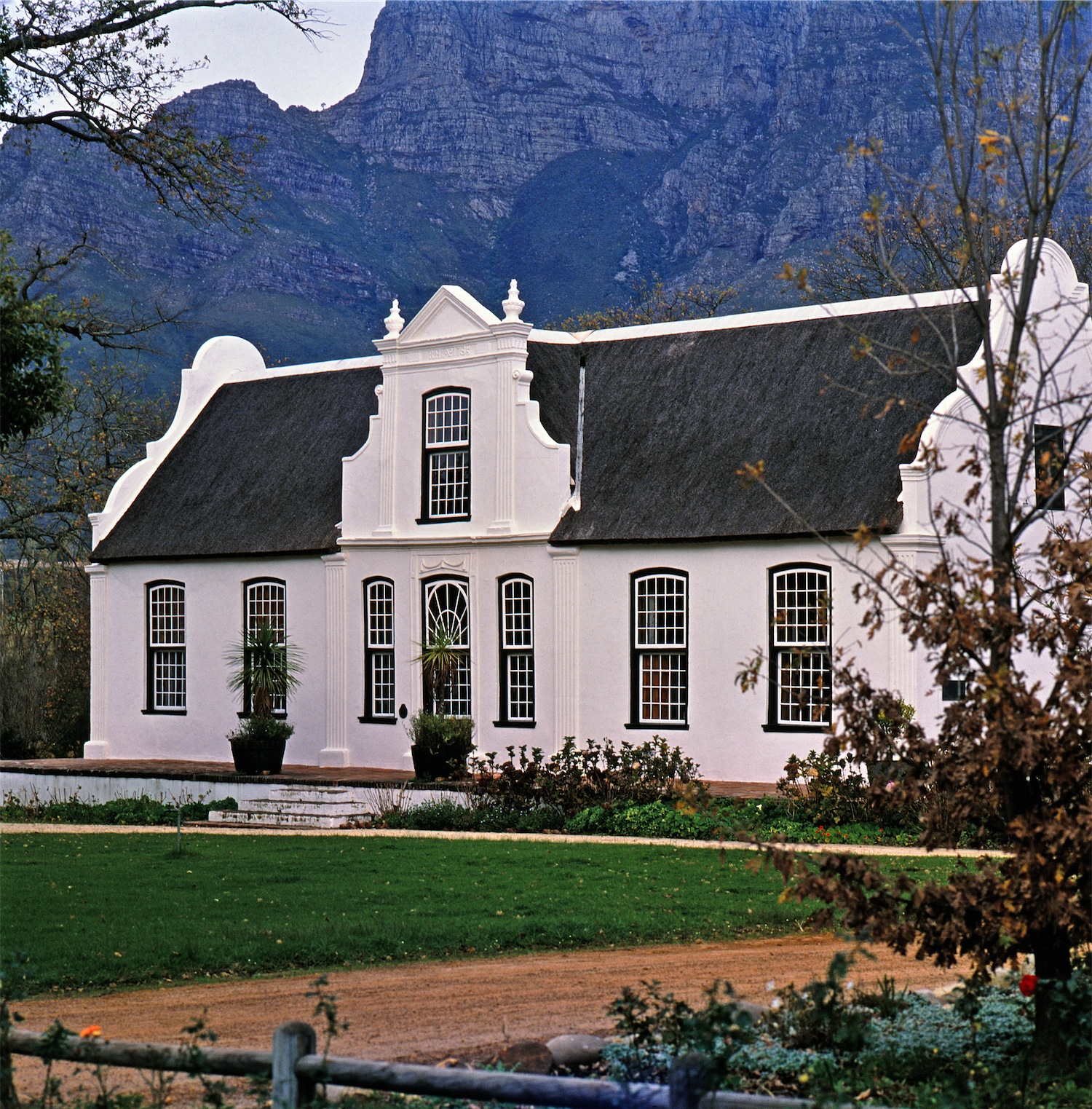
Architecture coloniale néerlandaise au Cap

- Architecture africaine traditionnelle
- Architectes sud-africains

### Photographie
- Photographes sud-africains
- Photographie en Afrique du Sud (en)

### Art contemporain
En Afrique du Sud, l'art contemporain semble jouir d'une situation particulièrement favorable. Jusqu'en 1992, les activités artistiques étaient fortement contrôlées par le système de l'apartheid. Les artistes qui luttaient contre la ségrégation raciale avaient peu de contacts avec le reste du monde ou vivaient en exil. De nombreux artistes, comme Jane Alexander, Willie Bester, Andries Botha et William Kentridge, s'engagent totalement et mettent leur art au service de la lutte contre l'apartheid. Dans les townships, un art de combat collectif s'épanouit sous forme d'art mural et de linogravure. La levée du boycott culturel en 1992 et la suppression de la censure entretiennent un bouillonnement culturel. Le festival pluridisciplinaire de Grahamstown est suivi de la première biennale d'art contemporain de Johannesbourg en 1995, tandis que le National Arts Council, fondé en 1997, subventionne les projets culturels. Désormais, l'art contemporain sud-africain sort de son isolement et accède à une reconnaissance internationale incontestable. Malgré tout, les artistes noirs qui accèdent à une reconnaissance institutionnelle sont minoritaires et leur situation reste difficile.

## Arts du spectacle
- Spectacle vivant, Performance, Art sonore
- Artistes de performance en Afrique du Sud : Athi-Patra Ruga (1984-)[22]

### Musique(s)
- Musique par pays, Musique improvisée, Improvisation musicale
- Musiciens sud-africains, Liste des musiciens sud-africains
- Musique sud-africaine
- Mouvement Voëlvry
- Zulu music (en), Isicathamiya
- Liste de chanteurs afrikaans (en)
  - Nakhane Touré[23],[24]
  - Maria Khosa[25],[26]
  - Bongeziwe Mabandla[27],[28]
- South African Music Awards
- Joburg Theatre (en)
- Artscape Theatre Centre (en)
- Johannesburg Philharmonic Orchestra (en)
- Liste des salles de concert en Afrique du Sud (en)

### Danse
- Danse africaine
- Liste de danses

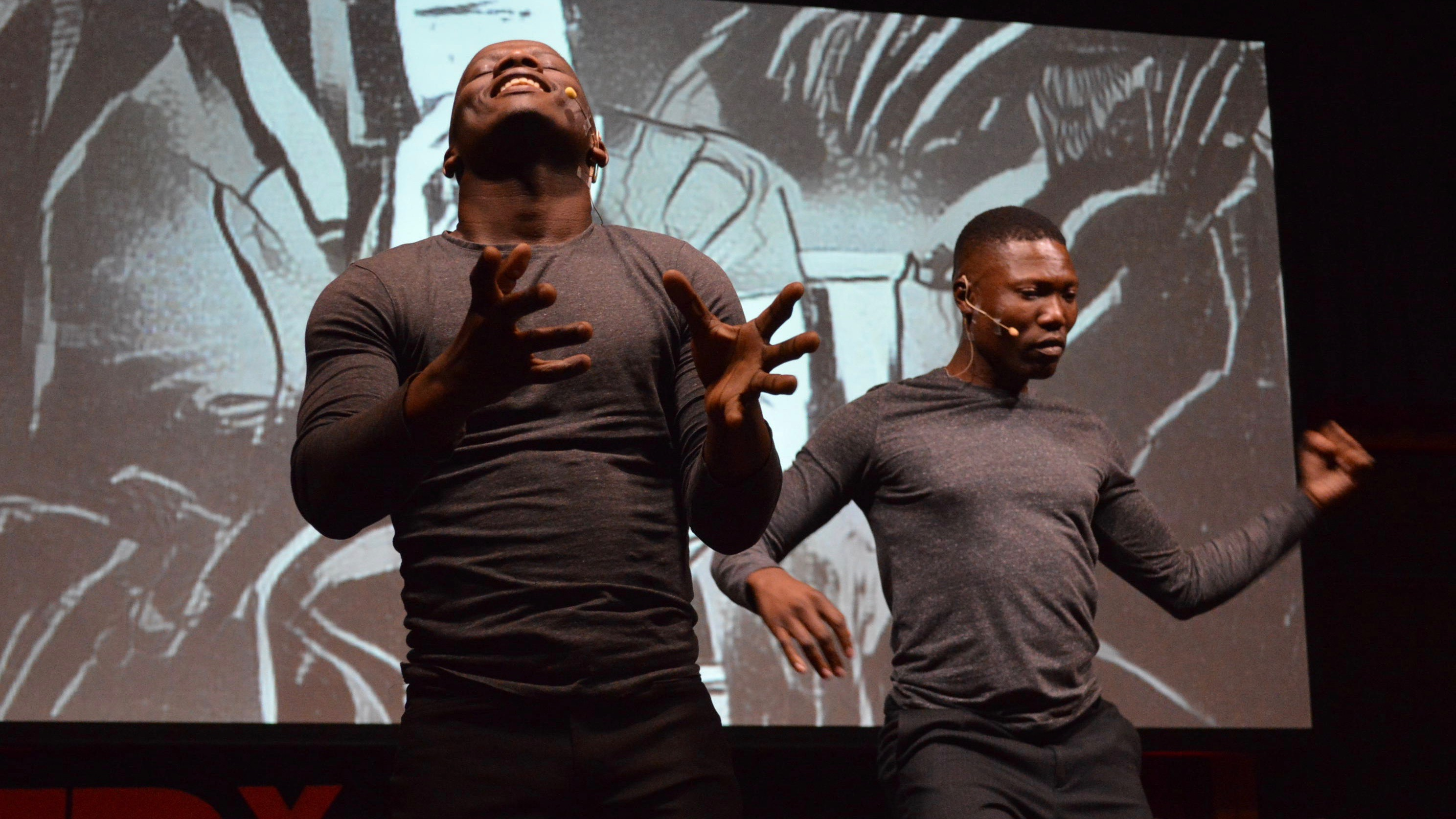
Danse contemporaine à Johannesburg.

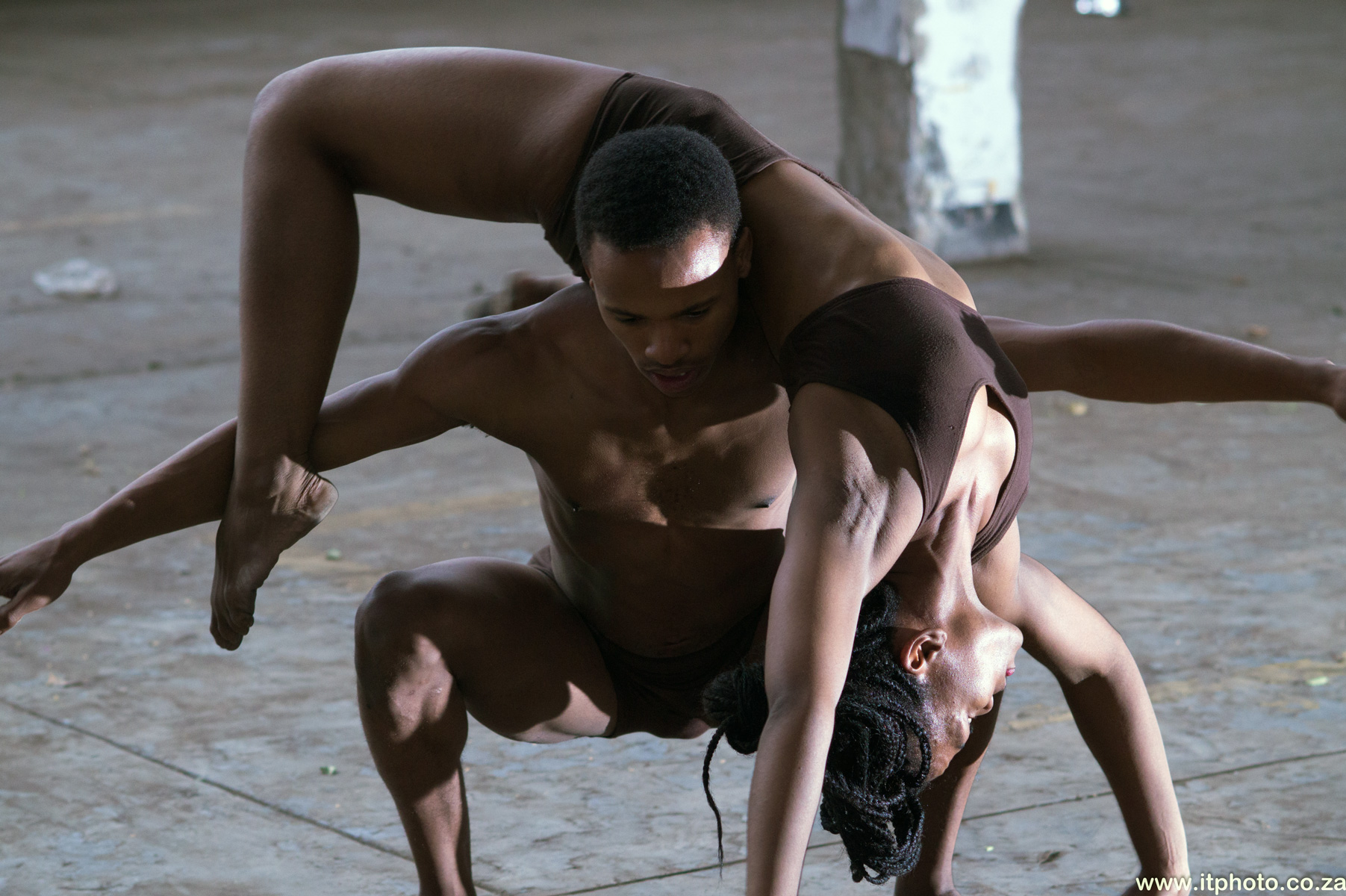
Couple de danseurs à Johannesbourg.

- Danseurs sud-africaines, Danseuses sud-africaines
- Chorégraphes sud-africains
- Danses modernes[29]
- Gumboot (danse)
- Pantsula (en)[30]
- Ballerines sud-africaines, Danseurs sud-africains de ballet[31],[32],[33]
- Ballet de Johannesburg ou Joburg Ballet[34]
- Dada Masilo, Gregory Maqoma, Compagnie Via Katlehong, Mamela Nyamza, Desiré Davids, Robyn Orlin
- Boyzie Cekwana

### Théâtre
- Improvisation théâtrale, Jeu narratif
- Théâtre africain
- Théâtre en Afrique du Sud[35]
- Arepp Theatre for life[36]
- Magnet Theatre, The Fortiune Cookie Theatre Company, Theatre for Africa, Fresco Theatre, Brincat Productions...
- National Arts Festival[37]

### Autres: marionnettes, mime, pantomime, prestidigitation
- Arts de la rue, Arts forains, Cirque,Théâtre de rue, Spectacle de rue,
- Marionnette, Arts pluridisciplinaires, Performance (art)…
- Arts de la marionnette en Afrique du Sud sur le site de l'Union internationale de la marionnette

### Cinéma
- Cinéma sud-africain
- Liste de films sud-africains, Films sud-africains
- Réalisateurs sud-africains, Neill Blomkamp, Seipati Bulani-Hopa, Mickey Dube, Oliver Hermanus, William Kentridge, Zola Maseko, Teddy Matthera, Morabane Modise, Sechaba Morejele, Lionel Ngakane
- Acteurs sud-africains
- Scénaristes sud-africains
- Festivals de cinéma en Afrique du Sud
  - Encounters, International Documentary Festival, 2010 :
    - Afrikaaps,

### Autres
- Vidéo, Jeux vidéo, Art numérique, Art interactif
- Réseau africain des promoteurs et entrepreneurs culturels (RAPEC), ONG
- Société africaine de culture, association (SAC, 1956), devenue Communauté africaine de culture (CAC)
- Congrès des écrivains et artistes noirs (1956)
- Festival mondial des arts nègres (1966, 2010)
- Confréries de chasseurs en Afrique
- Zef (culture), contre-culture

## Tourisme
- Articles sur le tourisme en Afrique du Sud, dont Parcs nationaux d'Afrique du Sud
- Tourisme en Afrique du Sud
- Écotourisme en Afrique du Sud (en)
- Slum-tourisme en Afrique du Sud (en) ou ghetto-tourisme ou townsship-tourisme
- Conseils (diplomatie.gouv.fr) aux voyageurs pour l'Afrique du Sud
- Conseils (international.gc.ca) aux voyageurs pour l'Afrique du Sud

## Patrimoine

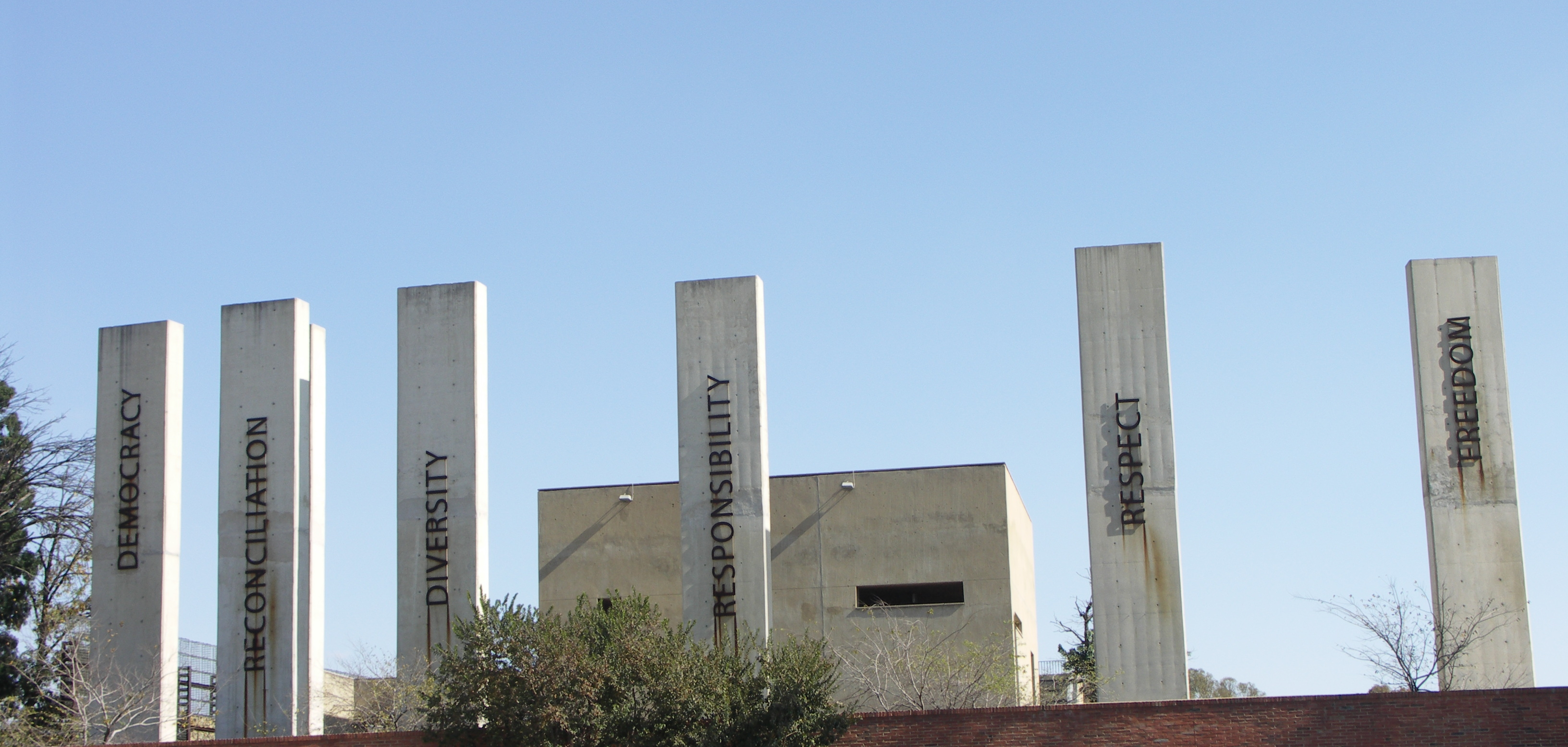
Musée de l'apartheid à Johannesburg

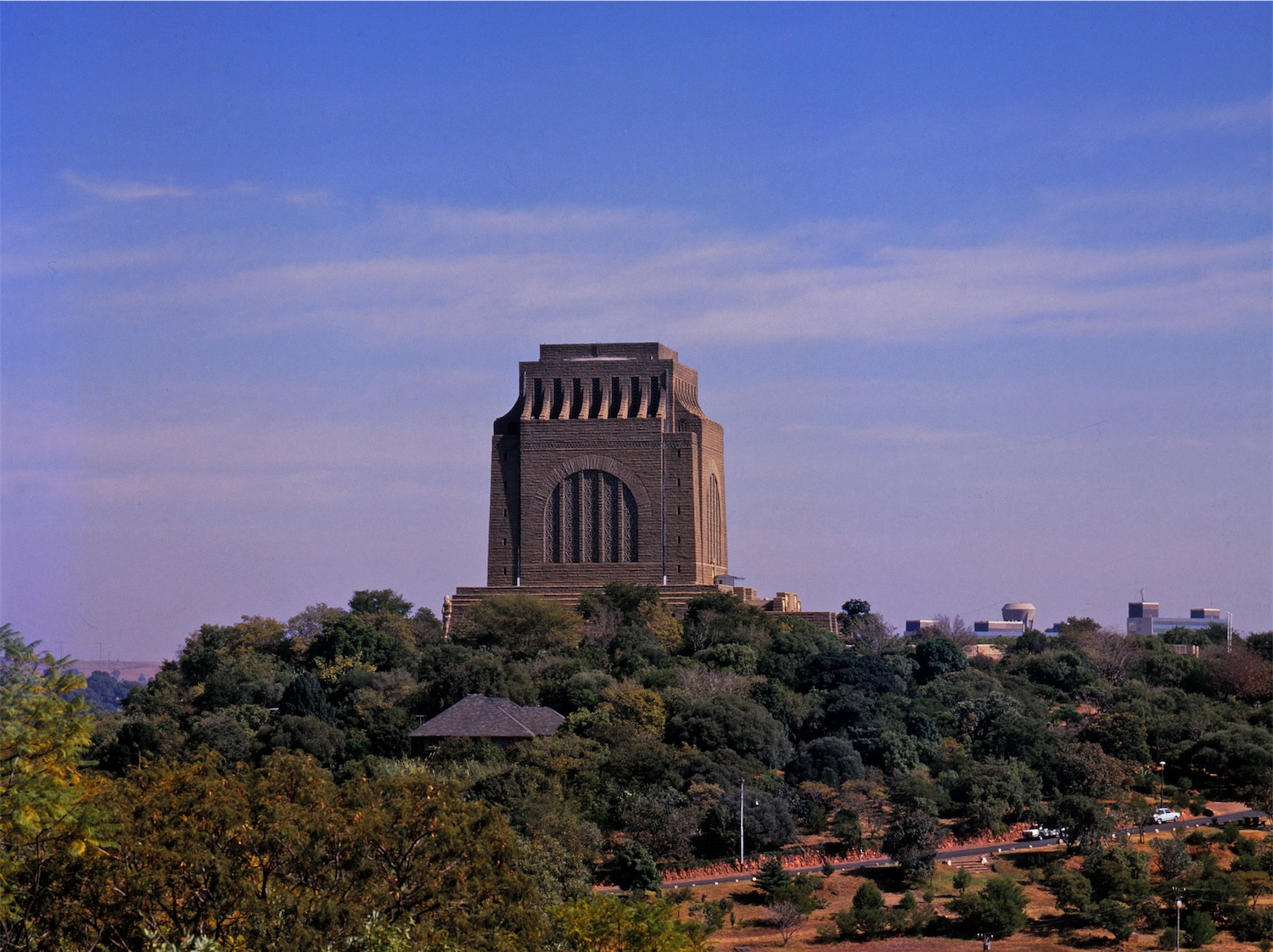
Voortrekker Monument à Pretoria

Le programme Patrimoine culturel immatériel (UNESCO, 2003) n'a rien inscrit pour ce pays dans sa liste représentative du patrimoine culturel immatériel de l’humanité (au 15/01/2016).

### Musées et autres institutions
- Liste de musées en Afrique du Sud.

### Liste du Patrimoine mondial
Le programme Patrimoine mondial (UNESCO, 1971) a inscrit dans sa liste du Patrimoine mondial (au 12/01/2016) : Liste du patrimoine mondial en Afrique du Sud.

### Registre international Mémoire du monde
Le programme Mémoire du monde (UNESCO, 1992) a inscrit dans son registre international Mémoire du monde (au 15/01/2016) :
- 1997 : La Collection Bleek (sur les Boshimans)[38],
- 2003 : Archives de la Compagnie hollandaise des Indes orientales[39],
- 2007 : Affaire pénale no 253/1963 (l’État d’Afrique du Sud contre N. Mandela et autres)[40],
- 2007 : Archives vivantes de la lutte de libération[41],
- 2013 : Archives de la Convention pour une Afrique du Sud démocratique (CODESA), 1991-1992 et archives du Processus de négociation multipartite, 1993[42].

### Discographie
- (en) Music from the streets of Cape Town buskers and bands from street corners to pubs and clubs (enreg. Richard Black), BMG, 1997
- (en) Music of the Tswana people, ARC Music, East Grinstead, West Sussex ; Clearwater, 2000
- (en) Songs of the Xhosa kings, ARC Music, East Grinstead, West Sussex ; Clearwater, 2001
- (en) Sounds of South Africa, ARC Music, East Grinstead, West Sussex ; Clearwater, Floride, 2001
- Afrique du Sud : chants de femmes Ndébélé (collec. Manuel Gomes), Buda musique, Adès, Paris, date?
- Afrique du Sud : polyphonies Zulù, Buda musique, Paris ; Universal, date?
- Afrique du Sud : le chant des femmes Xhosa, Archives internationales de musique populaire, Musée d'ethnographie, Genève ; VDE-Gallo, Lausanne, 1996

### Filmographie
- Rencontre : André Brink, écrivain sud-africain, film de Christian Béguinet et Marc Thuillier, Centre régional de documentation pédagogique, Saint-Denis, TVE, 1993, 26 min (VHS)
- Nadine Gordimer : une Africaine blanche, film documentaire d'Anne Lainé, Ministère de la culture et de la communication, Direction du livre et de la lecture, Paris, 1999, 45 min (DVD)
- L'Art noir en Afrique du Sud, film documentaire de Gavin Younge, Pantin, 1990

### Artistes notables
- Seether - Groupe de rock
- Die Antwoord - Groupe de rap